# Französische Rugby-Union-Meisterschaft 1968/69
Die Saison 1968/69 war die 70. Austragung der französischen Rugby-Union-Meisterschaft (französisch Championnat de France de rugby à XV). Sie umfasste 64 Mannschaften in der ersten Division (heutige Top 14).
Die Meisterschaft begann mit der Gruppenphase, bei der in acht Gruppen je acht Mannschaften gegeneinander antraten. Die Erst- bis Viertplatzierten jeder Gruppe zogen in die Finalphase ein, während die Achtplatzierten in die zweite Division absteigen mussten. Es folgten Sechzehntel-, Achtel-, Viertel- und Halbfinale. Im Endspiel, das am 18. Mai 1969 im Stade de Gerland in Lyon stattfand, trafen die zwei Halbfinalsieger aufeinander und spielten um den Bouclier de Brennus. Dabei setzte sich der CA Bègles gegen Stade Toulousain durch und errang zum ersten Mal den Meistertitel.

## Gruppenphase
|    | Team               | Siege | Unent. | Ndlg. | Spiel- punkte | Diff. | Tabellen- punkte |
| -- | ------------------ | ----- | ------ | ----- | ------------- | ----- | ---------------- |
| 1. | AS Montferrand     | 9     | 1      | 4     | 208:124       | + 84  | 33               |
| 2. | FC Lourdes         | 8     | 2      | 4     | 232:138       | + 94  | 32               |
| 3. | US Cognac          | 9     | 0      | 5     | 188:124       | + 64  | 32               |
| 4. | Aviron Bayonnais   | 7     | 2      | 5     | 174:121       | + 53  | 30               |
| 5. | SA Condom          | 6     | 2      | 6     | 102:94        | + 8   | 28               |
| 6. | Stade Aurillacois  | 6     | 0      | 8     | 106:135       | − 29  | 26               |
| 7. | Stade Lavelanétien | 4     | 2      | 8     | 121:252       | − 131 | 24               |
| 8. | Lyon OU            | 2     | 1      | 11    | 84:227        | − 143 | 19               |

|    | Team            | Siege | Unent. | Ndlg. | Spiel- punkte | Diff. | Tabellen- punkte |
| -- | --------------- | ----- | ------ | ----- | ------------- | ----- | ---------------- |
| 1. | SU Agen         | 13    | 0      | 1     | 409:86        | + 323 | 40               |
| 2. | RC Toulon       | 10    | 0      | 4     | 271:140       | + 131 | 34               |
| 3. | CA Périgueux    | 8     | 0      | 6     | 217:164       | + 53  | 30               |
| 4. | SO Chambéry     | 6     | 2      | 6     | 95:197        | − 102 | 28               |
| 5. | Section Paloise | 6     | 1      | 7     | 96:144        | − 48  | 27               |
| 6. | Valence Sportif | 5     | 0      | 9     | 192:229       | − 37  | 24               |
| 7. | CS Vienne       | 3     | 1      | 10    | 144:197       | − 53  | 21               |
| 8. | ES Gimont       | 3     | 0      | 11    | 90:357        | − 267 | 20               |

|    | Team                | Siege | Unent. | Ndlg. | Spiel- punkte | Diff. | Tabellen- punkte |
| -- | ------------------- | ----- | ------ | ----- | ------------- | ----- | ---------------- |
| 1. | RC Narbonne         | 13    | 1      | 0     | 309:67        | + 242 | 41               |
| 2. | US Romans           | 10    | 0      | 4     | 156:81        | + 75  | 34               |
| 3. | SC Tulle            | 9     | 1      | 4     | 154:97        | + 57  | 33               |
| 4. | Castres Olympique   | 6     | 1      | 7     | 136:145       | − 9   | 27               |
| 5. | CA Lannemezan       | 6     | 1      | 7     | 130:196       | − 66  | 27               |
| 6. | US Oyonnax          | 3     | 2      | 9     | 85:151        | − 66  | 22               |
| 7. | CA Castelsarrasin   | 4     | 0      | 10    | 98:195        | − 97  | 22               |
| 8. | Stade Montchaninois | 1     | 2      | 11    | 95:231        | − 136 | 18               |

|    | Team               | Siege | Unent. | Ndlg. | Spiel- punkte | Diff. | Tabellen- punkte |
| -- | ------------------ | ----- | ------ | ----- | ------------- | ----- | ---------------- |
| 1. | Stadoceste Tarbais | 11    | 1      | 2     | 227:82        | + 145 | 37               |
| 2. | La Voulte Sportif  | 9     | 0      | 5     | 293:114       | + 179 | 32               |
| 3. | USA Perpignan      | 9     | 0      | 5     | 220:154       | + 66  | 32               |
| 4. | US Tyrosse         | 8     | 0      | 6     | 178:163       | + 15  | 30               |
| 5. | SC Angoulême       | 7     | 2      | 5     | 143:144       | − 1   | 30               |
| 6. | FC Oloron          | 5     | 1      | 8     | 135:142       | − 7   | 25               |
| 7. | US Foix            | 2     | 1      | 11    | 77:246        | − 169 | 19               |
| 8. | UA Mimizan         | 2     | 1      | 11    | 78:306        | − 228 | 19               |

|    | Team                  | Siege | Unent. | Ndlg. | Spiel- punkte | Diff. | Tabellen- punkte |
| -- | --------------------- | ----- | ------ | ----- | ------------- | ----- | ---------------- |
| 1. | US Dax                | 11    | 1      | 2     | 209:88        | + 121 | 37               |
| 2. | Racing Club de France | 8     | 3      | 5     | 161:132       | + 29  | 33               |
| 3. | US Montauban          | 7     | 2      | 5     | 138:93        | + 45  | 30               |
| 4. | FC Saint-Claude       | 7     | 2      | 5     | 91:86         | + 5   | 30               |
| 5. | RC Vichy              | 7     | 0      | 7     | 129:139       | − 10  | 28               |
| 6. | Stade Dijonnais       | 6     | 2      | 6     | 90:114        | − 24  | 28               |
| 7. | US Fumel Libos        | 3     | 3      | 8     | 79:139        | − 60  | 23               |
| 8. | Stade Montluçonnais   | 0     | 1      | 13    | 56:162        | − 106 | 15               |

|    | Team              | Siege | Unent. | Ndlg. | Spiel- punkte | Diff. | Tabellen- punkte |
| -- | ----------------- | ----- | ------ | ----- | ------------- | ----- | ---------------- |
| 1. | Stade Toulousain  | 11    | 1      | 2     | 227:82        | + 145 | 37               |
| 2. | Stade Beaumontois | 9     | 0      | 5     | 293:114       | + 179 | 32               |
| 3. | US Bressane       | 9     | 0      | 5     | 220:154       | + 66  | 32               |
| 4. | Stade Montois     | 8     | 0      | 6     | 178:163       | + 15  | 30               |
| 5. | US Quillan        | 7     | 2      | 5     | 143:144       | − 1   | 30               |
| 6. | RC Chalon         | 5     | 1      | 8     | 135:142       | − 7   | 25               |
| 7. | US Carmaux        | 2     | 1      | 11    | 77:246        | − 169 | 19               |
| 8. | RRC Nice          | 2     | 1      | 11    | 78:306        | − 228 | 19               |

|    | Team           | Siege | Unent. | Ndlg. | Spiel- punkte | Diff. | Tabellen- punkte |
| -- | -------------- | ----- | ------ | ----- | ------------- | ----- | ---------------- |
| 1. | CA Brive       | 12    | 1      | 1     | 305:79        | + 226 | 39               |
| 2. | Cahors Rugby   | 11    | 0      | 3     | 136:130       | + 6   | 36               |
| 3. | AS Béziers     | 8     | 2      | 4     | 185:96        | + 89  | 32               |
| 4. | CA Bègles      | 7     | 2      | 5     | 220:133       | + 87  | 30               |
| 5. | FC Auch        | 7     | 0      | 7     | 128:129       | − 1   | 28               |
| 6. | UA Gaillac     | 4     | 2      | 8     | 93:126        | − 33  | 24               |
| 7. | SC Albi        | 2     | 2      | 10    | 57:206        | − 149 | 20               |
| 8. | SA Saint-Sever | 0     | 1      | 13    | 58:283        | − 225 | 15               |

|    | Team                 | Siege | Unent. | Ndlg. | Spiel- punkte | Diff. | Tabellen- punkte |
| -- | -------------------- | ----- | ------ | ----- | ------------- | ----- | ---------------- |
| 1. | Stade Rochelais      | 10    | 1      | 3     | 222:90        | + 132 | 35               |
| 2. | Biarritz Olympique   | 9     | 1      | 4     | 231:109       | + 122 | 33               |
| 3. | SC Graulhet          | 9     | 0      | 5     | 198:150       | + 48  | 32               |
| 4. | TOEC                 | 7     | 1      | 6     | 148:118       | + 30  | 29               |
| 5. | FC Grenoble          | 6     | 1      | 7     | 196:176       | + 20  | 27               |
| 6. | Saint-Jean-de-Luz OR | 6     | 0      | 8     | 123:201       | − 78  | 26               |
| 7. | SC Mazamet           | 5     | 0      | 9     | 154:177       | − 23  | 24               |
| 8. | USA Limoges          | 2     | 0      | 12    | 65:316        | − 251 | 18               |

## Finalphase

### 1/16-Finale
| Datum         | Begegnung                             | Ergebnis |
| ------------- | ------------------------------------- | -------- |
| 30. März 1969 | RC Narbonne – Castres Olympique       | 20:06    |
| 30. März 1969 | Biarritz Olympique – FC Lourdes       | 11:09    |
| 30. März 1969 | CA Bègles – Stade Beaumontois         | 27:06    |
| 30. März 1969 | Cahors Rugby – FC Saint-Claude        | 08:03    |
| 30. März 1969 | US Dax – US Tyrosse                   | 09:06    |
| 30. März 1969 | RC Toulon – CA Périgueux              | 27:08    |
| 30. März 1969 | Stadoceste Tarbais – Aviron Bayonnais | 08:03    |
| 30. März 1969 | Stade Rochelais – US Cognac           | 09:06    |
| 30. März 1969 | CA Brive – TOEC                       | 15:08    |
| 30. März 1969 | AS Béziers – Racing Club de France    | 06:03    |
| 30. März 1969 | SC Graulhet – US Montauban            | 11:03    |
| 30. März 1969 | US Romans – USA Perpignan             | 14:12    |
| 30. März 1969 | SU Agen – SO Chambéry                 | 20:08    |
| 30. März 1969 | Stade Toulousain – SC Tulle           | 11:09    |
| 30. März 1969 | AS Montferrand – Stade Montois        | 16:13    |
| 30. März 1969 | La Voulte Sportif – US Bressane       | 15:06    |

### Achtelfinale
| Datum          | Begegnung                            | Ergebnis |
| -------------- | ------------------------------------ | -------- |
| 13. April 1969 | RC Narbonne – Biarritz Olympique     | 33:06    |
| 13. April 1969 | CA Bègles – Cahors Rugby             | 28:06    |
| 13. April 1969 | US Dax – RC Toulon                   | 11:09    |
| 13. April 1969 | Stadoceste Tarbais – Stade Rochelais | 08:09    |
| 13. April 1969 | CA Brive – AS Béziers                | 09:06    |
| 13. April 1969 | SC Graulhet – US Romans              | 03:06    |
| 13. April 1969 | SU Agen – Stade Toulousain           | 16:22    |
| 13. April 1969 | AS Montferrand – La Voulte Sportif   | 17:05    |

### Viertelfinale
| Datum          | Begegnung                         | Ergebnis |
| -------------- | --------------------------------- | -------- |
| 20. April 1969 | RC Narbonne – CA Bègles           | 06:15    |
| 20. April 1969 | US Dax – Stade Rochelais          | 12:03    |
| 20. April 1969 | CA Brive – US Romans              | 27:09    |
| 20. April 1969 | Stade Toulousain – AS Montferrand | 09:03    |

### Halbfinale
| Datum       | Begegnung                   | Ergebnis |
| ----------- | --------------------------- | -------- |
| 4. Mai 1969 | CA Bègles – US Dax          | 13:11    |
| 4. Mai 1969 | Stade Toulousain – CA Brive | 08:05    |

### Finale
| 18. Mai 1969 | CA Bègles                                                                                          | 11 : 9        | Stade Toulousain                               | Stade de Gerland, Lyon Zuschauer: 22.191 Schiedsrichter: Roger Austry |
| 18. Mai 1969 | Versuche: Trillo (1) Erhöhungen: Crampagne (1) Straftritte: Crampagne (1) Dropgoals: Crampagne (1) | (8:3) Bericht | Versuche: Puig (1) Straftritte: Villepreux (2) | Stade de Gerland, Lyon Zuschauer: 22.191 Schiedsrichter: Roger Austry |

Aufstellungen
CA Bègles: Michel Boucherie, Michel Chagnaud, Jacques Crampagne, Daniel Dubois, François Gesta-Lavit, Georges Lafourcade, Jean-Charles Lamouliatte, Christian Malterre, François Morlaes, Jean-Pierre Pedemay, Jean-Pierre Ruaud, Christian Swierczinski, Louis-Michel Traissac, Jean Trillo, Claude Violin
Stade Toulousain: Jean-Marie Barsalou, Jean-Louis Bérot, Michel Billière, Jean-Marie Bonal, Roger Bourgarel, Noël Brousse, Christian Duvignacq, Paul Garrigues, Roger Guiter, Claude Labatut, Jacques Larnaudie, Serge Morel, Michel Moussard, Jacques Puig, Pierre Villepreux